# مشت خونین ۳: مبارزه اجباری
مشت خونین ۳: مبارزه اجباری (به انگلیسی: Bloodfist III: Forced to Fight) یک فیلم رزمی و ماجراجویانه آمریکایی محصول سال ۱۹۹۲ با بازی دون ویلسون است. این فیلم آخرین سری از فیلم‌های مشت خونین بوده که موفق به اکران سینمایی شده‌است، زیرا پنج قسمت دیگر این فیلم‌ها به صورت ویدئویی منتشر شد.